# Schneeberg (Smreczany)
Schneeberg – szczyt w paśmie Fichtelgebirge o wysokości 1051 m n.p.m., na zboczach którego znajdują się źródła rzeki Ochrza. 